# 船橋市立大穴中学校
船橋市立大穴中学校（ふなばししりつ おおあなちゅうがっこう）は、千葉県船橋市大穴南にある公立中学校。
通称は「大穴中」（おおあなちゅう）または「穴中」（あなちゅう）。船橋市海老ヶ作公民館を併設する。
船橋市立大穴小学校と船橋市立大穴北小学校から主に新入生を毎年迎えている。

## 沿革
- 1980年(昭和55年)：古和釜中学校より分離し、船橋市立大穴中学校として開校
- 2024年(令和6年)：制服変更

## 学区
船橋市立大穴小学校の学区である大穴町、大穴南1丁目〜5丁目、三咲5丁目1番～17番、6丁目1番～13番、23番～35番、南三咲3丁目23番～30番、4丁目11番～18番、三咲町432番地、433番地
船橋市立大穴北小学校の学区である大穴北1丁目～3丁目、4丁目2番～5番、6番1号～14号・23号～30号、7番1号～15号・25号～37号、12番12号～26号、13番1号～30号、14番～28番、29番15号・24号～32号・34号～36号、5丁目1番～8番、10番～25番、27番、28番、6丁目～8丁目、三咲4丁目、5丁目18番～33番、6丁目14番～22番、7丁目、8丁目

## 部活動
- 野球部
- サッカー部
- 陸上競技部
- 男子ソフトテニス部
- 女子ソフトテニス部
- 男子バスケットボール部
- 女子バスケットボール部
- 女子バレーボール部
- 女子バドミントン部
- 剣道部
- 卓球部
- 柔道部
- 美術部
- 音楽部

## アクセス
- 最寄り駅：京成電鉄松戸線
  - 高根公団駅…京成バス高01系統さつき台行き乗車、公民館下車徒歩3分（公民館とは海老ヶ作公民館のことである）
  - 滝不動駅…徒歩10分
  - 三咲駅…徒歩20分

## 著名な出身者
- 稲葉大樹（独立リーグ野球選手・新潟アルビレックス・ベースボール・クラブ）
- 長岡秀樹（プロ野球選手・東京ヤクルトスワローズ）
- 三上実穂（元女子プロ野球選手）
- THE NUGGETS（ロックバンド）
- 荒木大吾(プロサッカー選手・FC岐阜)